# Шаогуан
Шаогуан (韶关) град је Кини у покрајини Гуангдонг. Према процени из 2009. у граду је живело 732.170 становника.

## Становништво
Према процени, у граду је 2009. живело 732.170 становника.
| 1990.   | 2000.   | 2009    |
| ------- | ------- | ------- |
| 315.487 | 505.950 | 732.170 |